# Prometafase

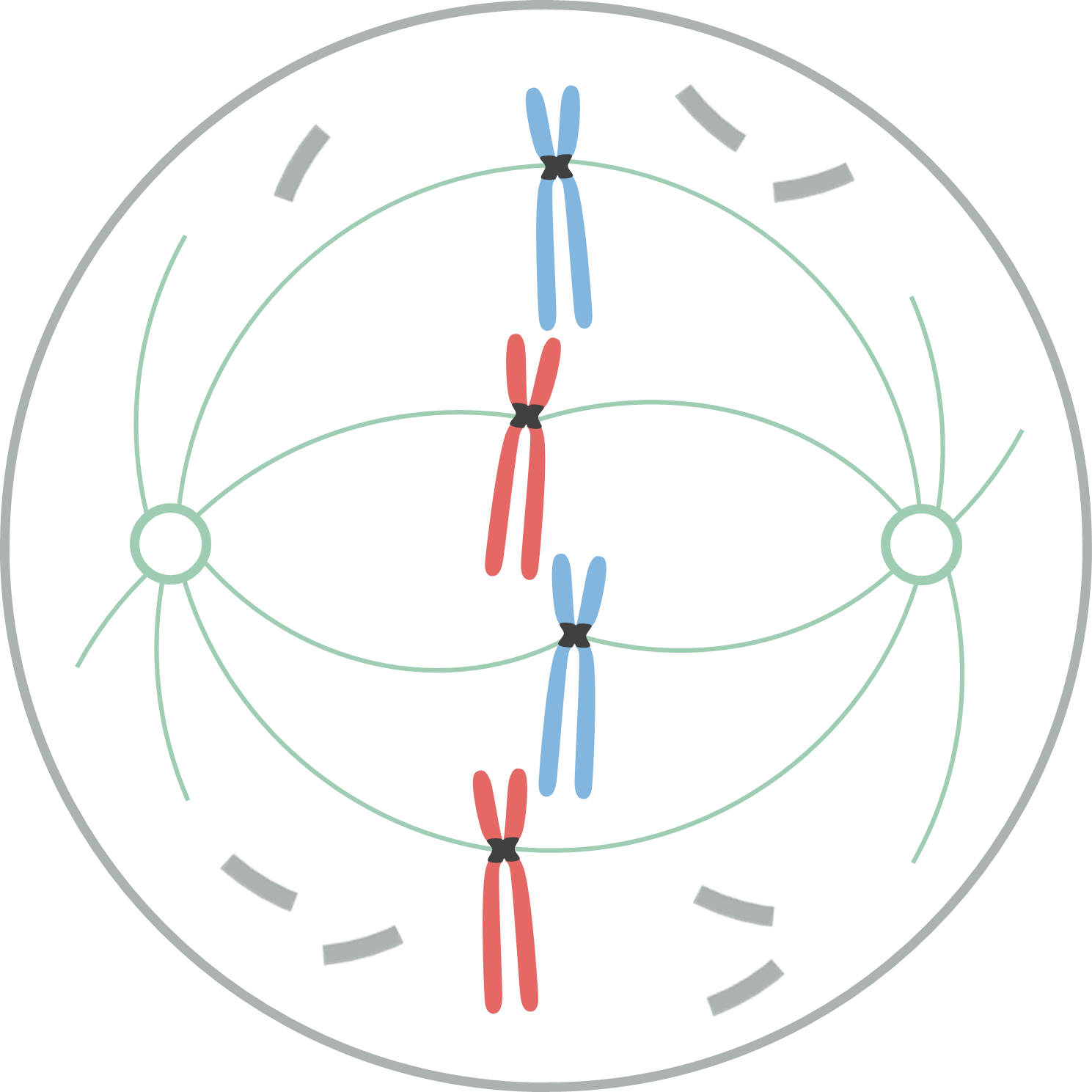
Prometafase: het kernmembraan is uiteengevallen en de chromosomen worden naar het equatorvlak geduwd

De prometafase is een fase in de mitose, waarin het kernmembraan uit elkaar valt en de verdubbelde chromosomen een kinetochoor vormen. De prometafase volgt op de profase en gaat vooraf aan de metafase in de meeste eukaryotische somatische cellen.
Microtubuli afkomstig uit centrosomen (de polen van het spoelfiguur), bereiken de chromosomen en hechten zich aan de kinetochoren, waardoor de chromosomen in beweging worden gebracht. Het spoelfiguur ontwikkelt zich verder; sommige microtubuli maken contact met microtubuli van de tegenovergestelde pool. Vervolgens worden er krachten uitgeoefend door motoreiwitten, waardoor de chromosomen naar het equatorvlak (midden van de cel) bewegen.